# Nabab
Nabab, nawab – tytuł muzułmańskiego księcia w Indiach, zwłaszcza w Bengalu, potocznie bogacz. Tytuł nadawany przez władców mogolskich namiestnikom prowincji.